# Rot-Front (Kirghizistan)
Rot-Front è un insediamento che si trova a 60 chilometri a est di Biškek nella regione di Čuj del Kirghizistan, vicino al confine con il Kazakistan. Al 2021 la sua popolazione ammonta a 968 abitanti. Fu originariamente colonizzato dai tedeschi, che attualmente rimangono una minoranza significativa. L'insediamento fu fondato con il nome di Bergtal (talvolta anche scritto Bergthal) e ribattezzato Rot-Front nel 1927.

## Storia
Alla fine del XIX secolo, i coloni di lingua tedesca dell'Impero russo si trasferirono in Asia centrale per ottenere nuove terre. La maggior parte di questi coloni erano mennoniti. Il villaggio di Bergtal, uno dei numerosi insediamenti originariamente tedeschi del Kirghizistan, fu fondato sul ricchissimo suolo nero della valle di Čuj, ai piedi dei monti Tien Shan, da famiglie battiste e mennonite che erano emigrate dalla Frisia Orientale circa trecento anni prima per sfuggire al servizio militare forzato. Alla fine del XIX secolo molti si trasferirono in Asia centrale dal Volga e dalla Crimea.
Con la stalinizzazione dell'Unione Sovietica, nel 1927 il villaggio di Bergtal fu ribattezzato Rotfront e tutte le pratiche religiose furono vietate. Durante il periodo del Terzo Reich, i tedeschi etnici di Rotfront furono oggetto di molti sospetti e discriminazioni. Gli abitanti cercarono di spiegare che non si identificavano con i tedeschi della Germania nazista, riferendosi come lontani antenati o parenti dei polacchi.
Con l'avvio della Perestrojka sotto Michail Gorbačëv, i residenti di Bergtal poterono nuovamente praticare liberamente la loro fede religiosa. Dopo la fine dell'Unione Sovietica molti tedeschi etnici emigrarono dal Kirghizistan in Germania, poiché molti posti di lavoro andarono perduti a causa del crollo delle fattorie collettive e di altre imprese statali. Nel 1990 erano circa novecento le persone di origine tedesca che vivevano nel villaggio; nel 2012 la popolazione era scesa a circa 500.

### Oggi
Dopo l'indipendenza del Kirghizistan nel 1991, a seguito del crollo dell'Unione Sovietica, i restanti residenti tedeschi ricevettero il permesso di esporre il nome originale del villaggio, Bergtal, sui loro segnali stradali, sotto la denominazione ufficiale di "Rotfront". Un piccolo museo nella casa della scuola, istituito con il sostegno finanziario del governo tedesco, espone le lettere e le fotografie che raccontano la migrazione degli antenati degli abitanti del villaggio in Kirghizistan e la loro vita passata nel villaggio. Dall'inizio degli anni '90, il governo tedesco ha anche fornito un insegnante di tedesco alla comunità. Tuttavia, i generosi aiuti finanziari e materiali del governo tedesco per la cooperativa agricola locale sono stati per la maggior parte sprecati o utilizzati in modo improprio.
Nel 1995 è stato girato un film intitolato Milch und Honig aus Rotfront (Latte e Miele di Rotfront), che descrive la vita dei residenti tedeschi di Bergtal.
Oggi, Bergtal/Rotfront presenta la seconda più grande comunità di persone di origine tedesca dell'Asia centrale, sebbene la maggioranza della popolazione del villaggio sia oggi di origine kirghisa. Si ritiene che sia l'unico villaggio rimasto nell'Asia centrale con una sostanziale minoranza tedesca.
In quanto strettamente mennoniti, i residenti continuano a rifiutare l'uso di alcol, televisione, film e danze.